# Basilica di Sant'Agata (Asciano)
La basilica di Sant'Agata è il principale luogo di culto cattolico di Asciano, in provincia di Siena; su di essa insiste l'omonima parrocchia, appartenente dall'arcidiocesi di Siena-Colle di Val d'Elsa-Montalcino.

## Storia
La chiesa venne costruita a partire dall'XI secolo e, dal 1040, subentrò con il titolo di pieve, ed il ruolo di chiesa battesimale, all'antica pieve di Sant'Ippolito in Sessiano, situata poco fuori dall'abitato di Asciano. Tra il XII e il XIII secolo, la chiesa venne ampliata, con la costruzione, in un semplice stile gotico, di un'ampia navata, raccordata alla struttura originaria (che era a pianta a croce greca) tramite tre arcate nella parete fondale.
La chiesa divenne collegiata nel 1542. I più importanti interventi di restauro che la caratterizzarono furono eseguiti rispettivamente nel 1885 e nel 1955; in occasione del primo, vennero demoliti gli elementi barocchi (inclusi i sette altari) e venne realizzato un apparato decorativo revivalista, mentre con il secondo, l'edificio venne ricondotto ad uno stile presumibilmente vicino a quello originario.
Il 31 luglio 1991, papa Giovanni Paolo II, su richiesta dell'arcivescovo Gaetano Bonicelli, ha elevato la collegiata alla dignità di basilica minore.

## Descrizione

### Esterno

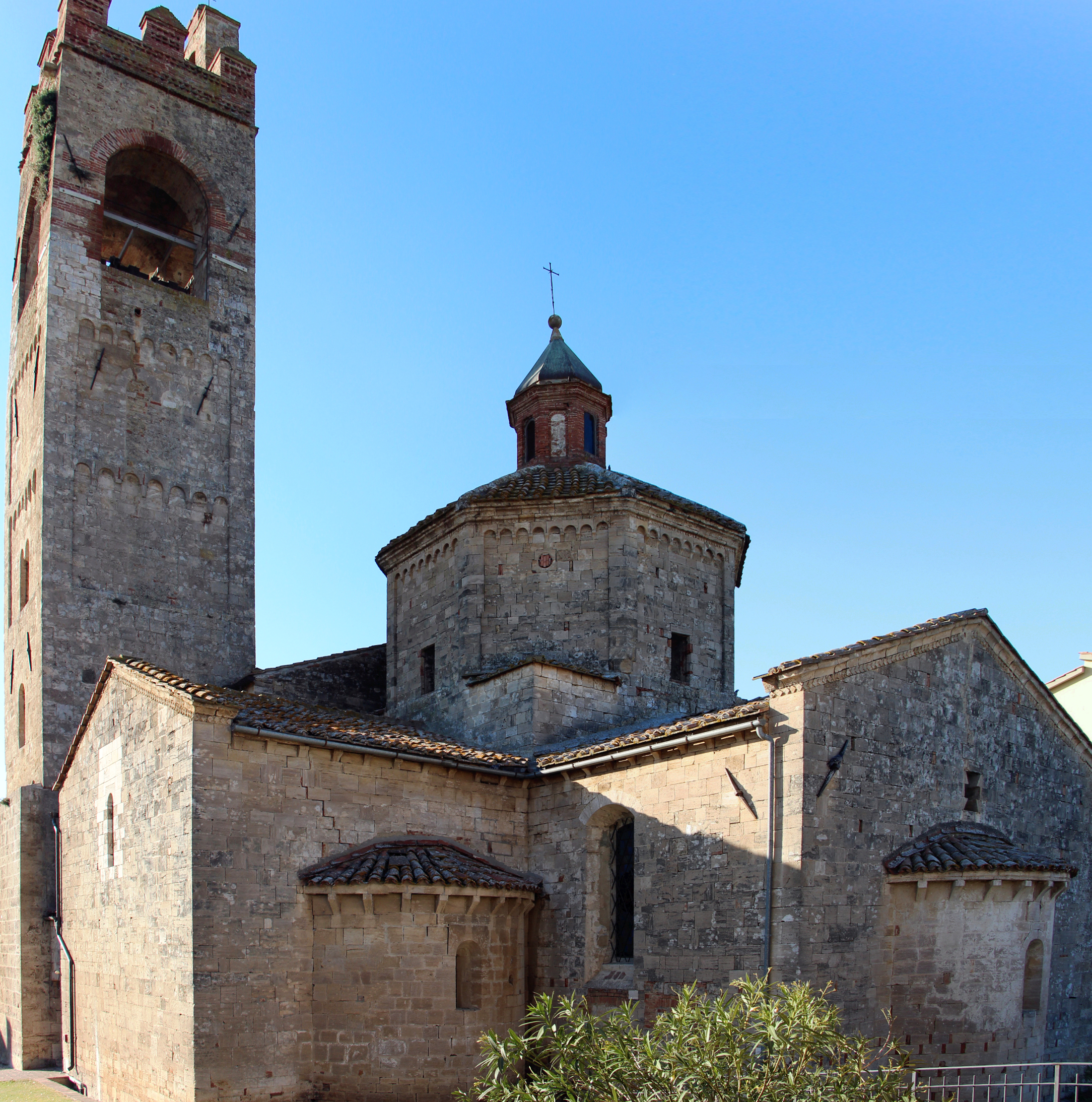
Il capocroce e il campanile

Esternamente, la basilica di Sant'Agata è caratterizzata dalla facciata dell'aula gotica, il cui paramento murario è costituito da blocchi squadrati di travertino, la quale è preceduta da un'ampia scalinata. Il prospetto è diviso in due ordini da un sottile cornicione; in quello inferiore, si aprono tre arcate cieche a sesto acuto, con quella centrale corrispondente al portale che dà accesso alla chiesa; in quello superiore, invece, vi sono il rosone circolare e, lungo i due spioventi, una decorazione ad archetti.
Alla destra della basilica, si eleva la torre campanaria. A pianta quadrata, è in blocchi di travertino quadrati con elementi in mattoncini rossi; tra questi, la decorazione merlata sulla sommità e le grandi arcate a tutto sesto, una per lato, con le quali la cella campanaria si apre sull'esterno.
Posteriormente, vi è il capocroce romanico, risalente all'XI secolo; all'incrocio tra i due bracci del transetto e l'abside, vi è il tiburio, che esternamente ha forma ottagonale, in blocchi di travertino e decorazione ad archetti pensili; alla sommità, vi è la lanterna in cotto, in stile rinascimentale.

### Interno

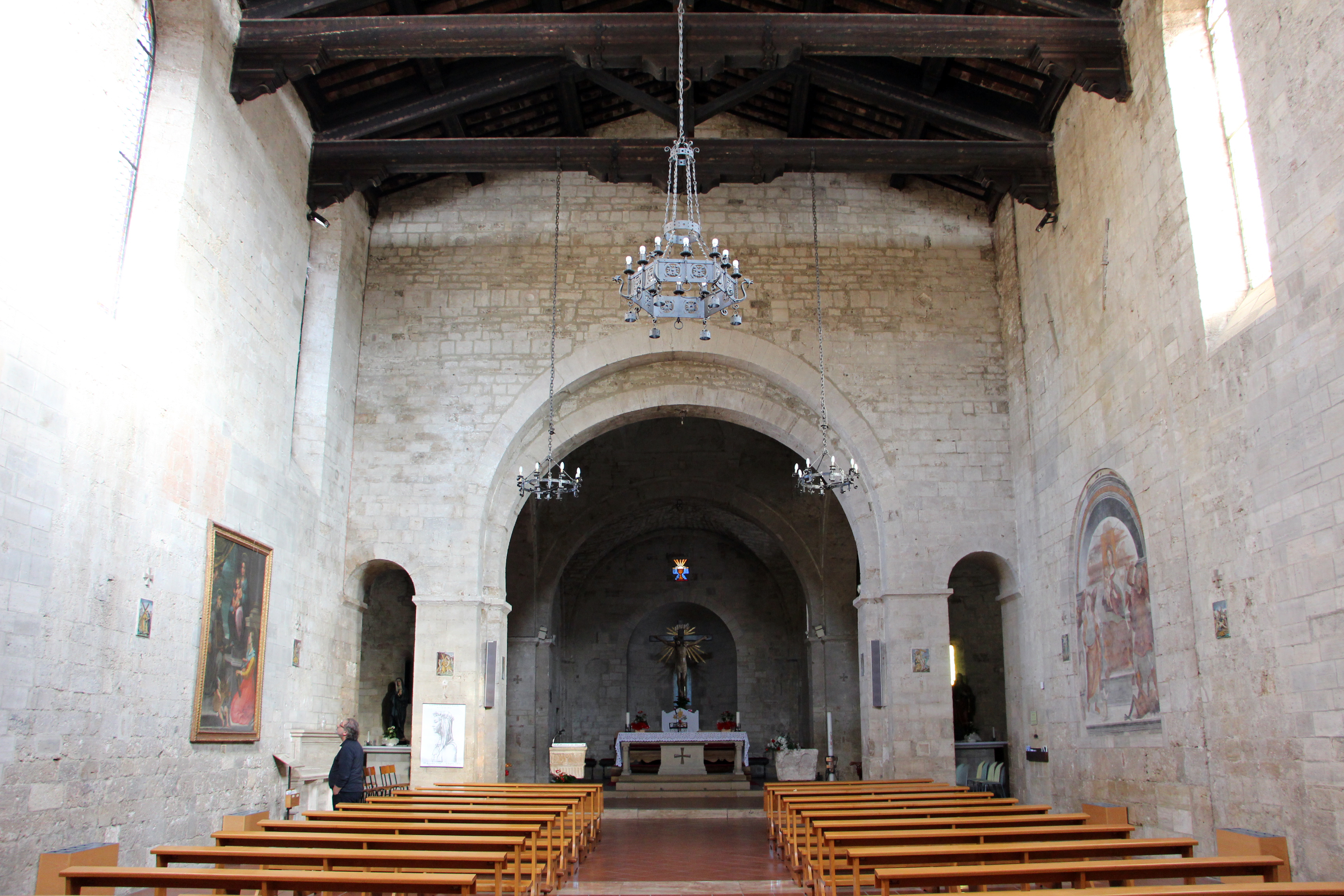
Interno

L'interno della basilica, con pianta a croce latina, ha assunto l'attuale aspetto in seguito ai restauri del 1955, volti ad eliminare elementi successivi rispetto alla struttura originaria della chiesa; pertanto, essa si presenta in uno scarno stile romanico nel capocroce (dell'XI secolo) e gotico nell'aula (XII-XIII secolo).
Quest'ultima è costituita da un unico ambiente coperto con soffitto a capriate lignee e illuminato dalle alte monofore ogivali delle pareti laterali, e dal rosone della controfacciata. Lungo la parete di destra, un arco immette nel battistero, costituito da un'absidiola novecentesca, il cui accesso è chiuso da una cancellata. Nella parete di fondo, tre archi (quello centrale più ampio, i due laterali, simmetrici, più stretti) collegano l'aula al capocroce. Nei pressi dell'arco di sinistra, inglobato nella parete, vi è il sarcofago della serva di Dio Teresa Francini Naldi, in marmo, poggiante su colonnine.

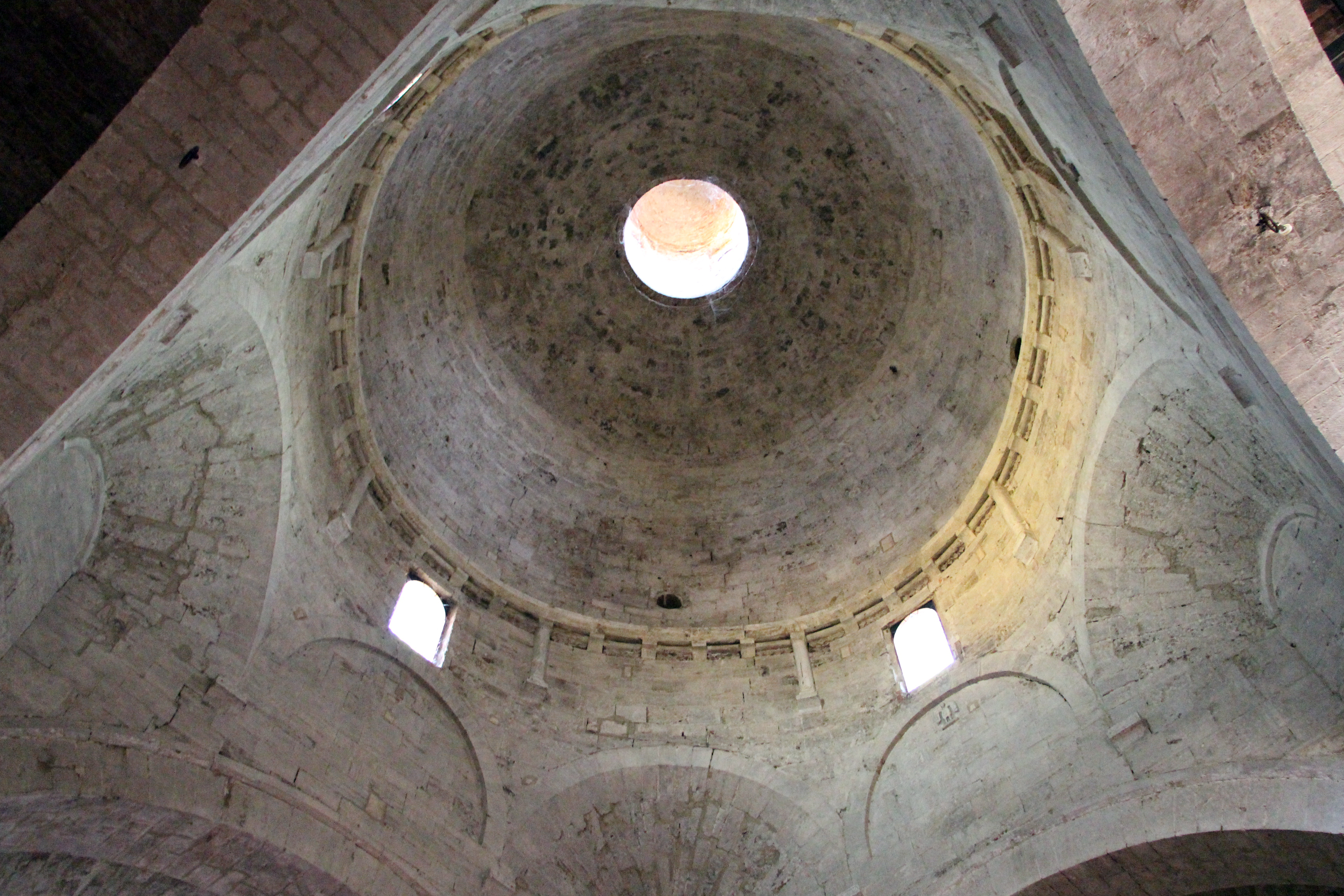
Interno del tiburio

Il capocroce è costituito dalla struttura originaria dell'XI secolo. Il transetto è formato da due bracci simmetrici, a pianta rettangolare e coperti con volta a crociera, ciascuno con un'absidiola che si apre non nella parete fondale, ma in quella opposta rispetto all'aula. Nel braccio sinistro, trova luogo una pala ottocentesca, proveniente da un polittico smembrato, raffigurante Sant'Antonio di Padova con Gesù Bambino. La crociera è coperta dal tiburio, che internamente presenta una calotta semisferica innestata su un tamburo cilindrico decorato da un pronunciato cornicione e da esili colonnine.
L'abside, semicircolare e illuminata da una monofora centrale, è preceduta da una campata a pianta rettangolare, coperta con volta a crociera.
Nella basilica non vi è organo a canne.

### Opere d'arte

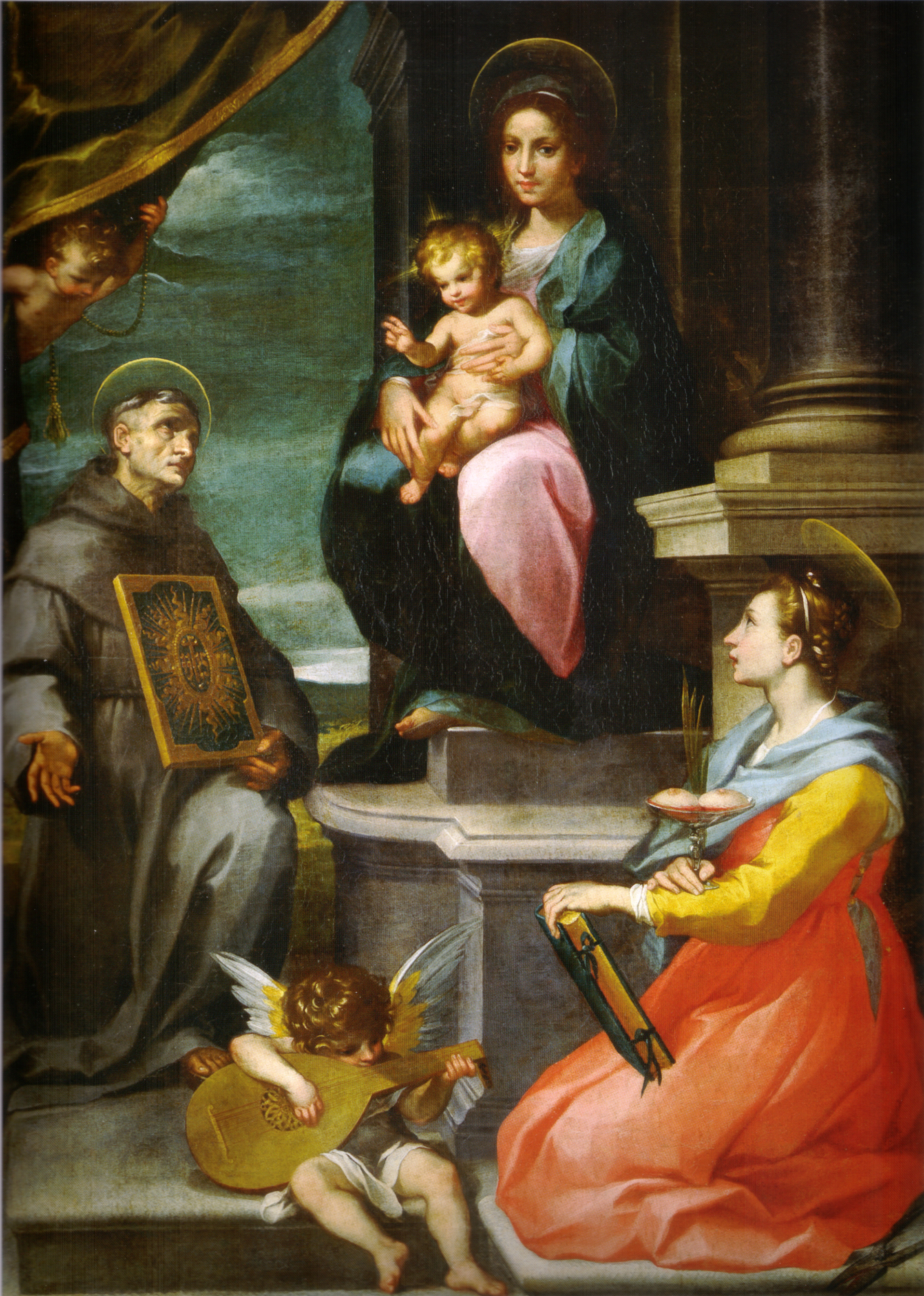
Francesco Vanni, Madonna in trono tra i Santi Agata e Bernardino (1600 circa)

Nell'aula, trovano luogo alcune opere pittoriche. Sulla parete di destra, nei pressi della parete di fondo, vi è l'affresco Madonna in trono col Bambino tra gli arcangeli Raffaele e Michele, e donatore opera che venne alla luce durante i restauri del 1955 ed attribuita a Giovanni Antonio Bazzi, detto il Sodoma, oppure a Girolamo del Pacchia. 
A metà della parete opposta, vi è un frammento di affresco raffigurante, in un tondo, Gesù sorretto da tre Angeli, forse parte di una lunetta facente parte di un complesso pittorico più ampio, andato perduto, per cui sono documentati, nel 1534, dei pagamenti a Bartolomeo Neroni e ad un altro "Bartolomeo suo compagno" e collaboratore.
Nei pressi del sarcofago di Teresa Francini Naldi, vi è la pala Madonna in trono tra i santi Barnardino da Siena e Agata, che venne dipinta da Francesco Vanni nel 1600 circa: all'interno di un complesso architettonico del quale si vedono solo alcuni particolari, la Madonna è seduta sopra un alto piedistallo, con in braccio il Bambino Gesù; ai suoi lati, inginocchiati, i due santi e, seduto su di un gradino, in basso, un angelo musicante. La pala costituisce un'importante testimonianza in quanto riecheggia una perduta pala di Rosso Fiorentino di cui resta solo il Putto che suona (1520), presso la Galleria degli Uffizi. In controfacciata, ai lati del portale, trovano luogo due acquasantiere, costituite da una conchiglia marmorea barocca innestata su una base metallica moderna; sulla parete, poi, vi è una lapide che ricorda l'erezione a basilica della chiesa, avvenuta il 31 luglio 1991 per volere di papa Giovanni Paolo II.
Il presbiterio ospita al centro l'altare maggiore, in pietra serena, dietro al quale vi è un pregevole Crocifisso scolpito e dipinto del XV secolo.

## Galleria d'immagini

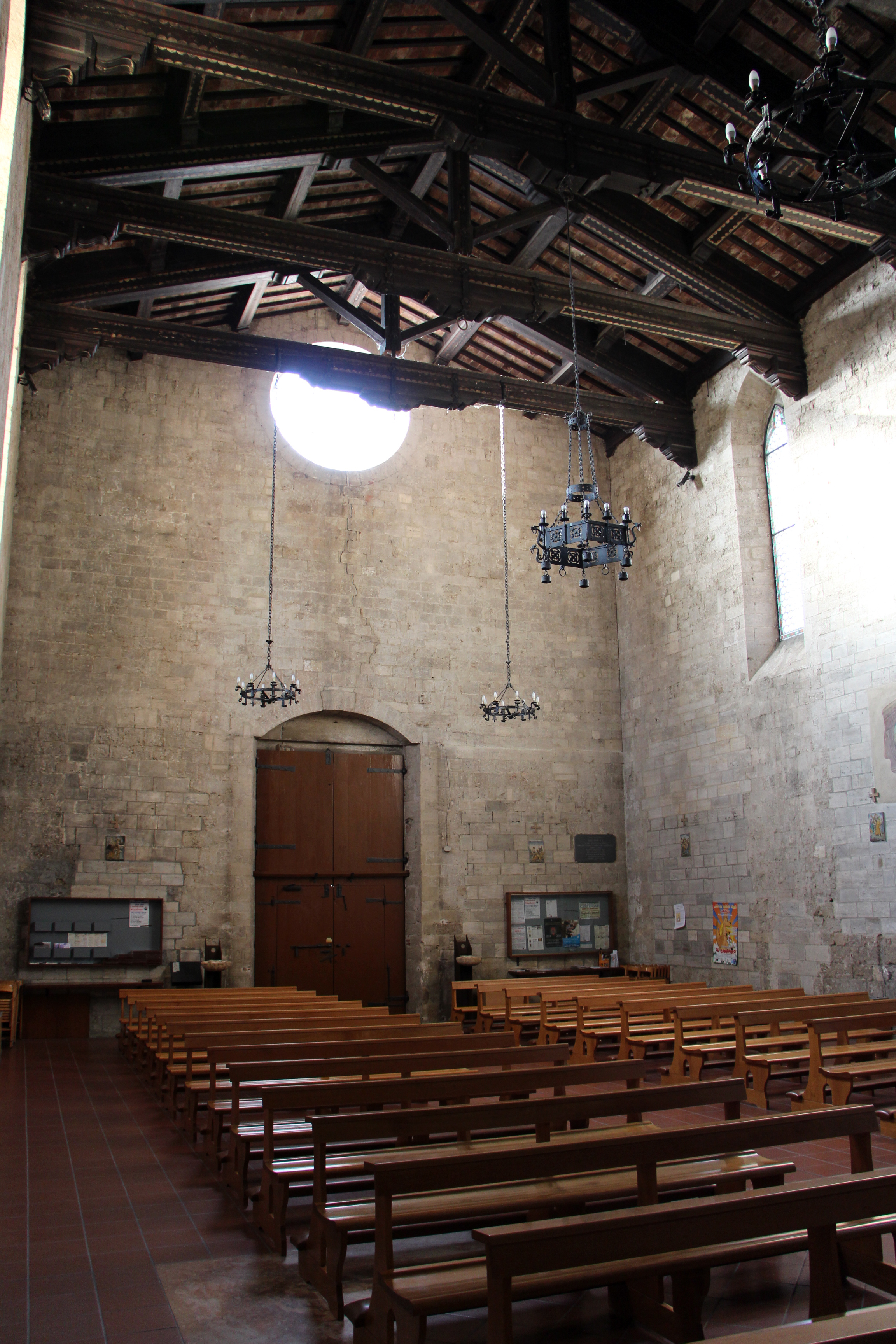
Interno verso la controfacciata
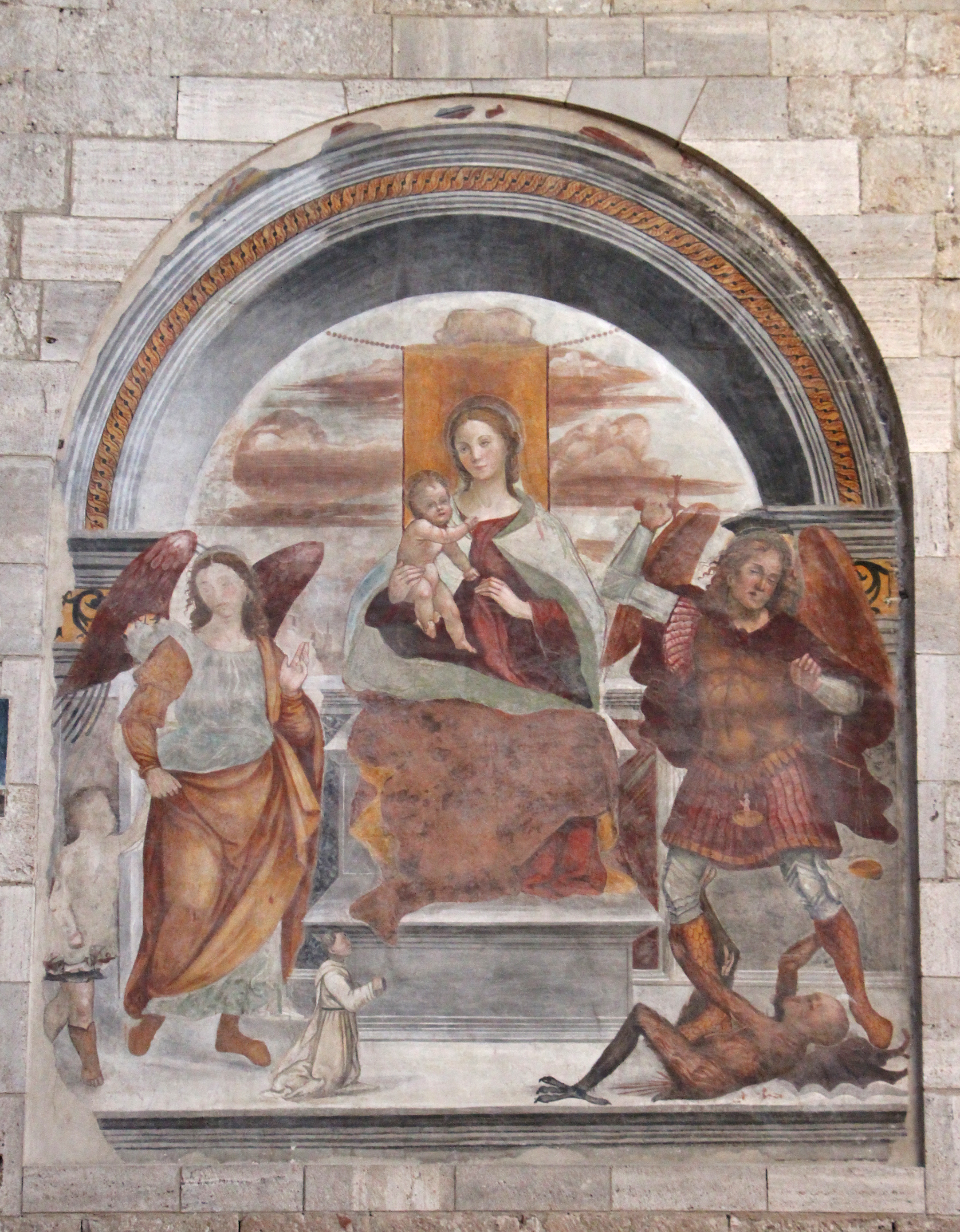
Sodoma o Girolamo del Pacchia, Madonna in trono col Bambino tra gli arcangeli Raffaele e Michele, e donatore (XVI secolo)
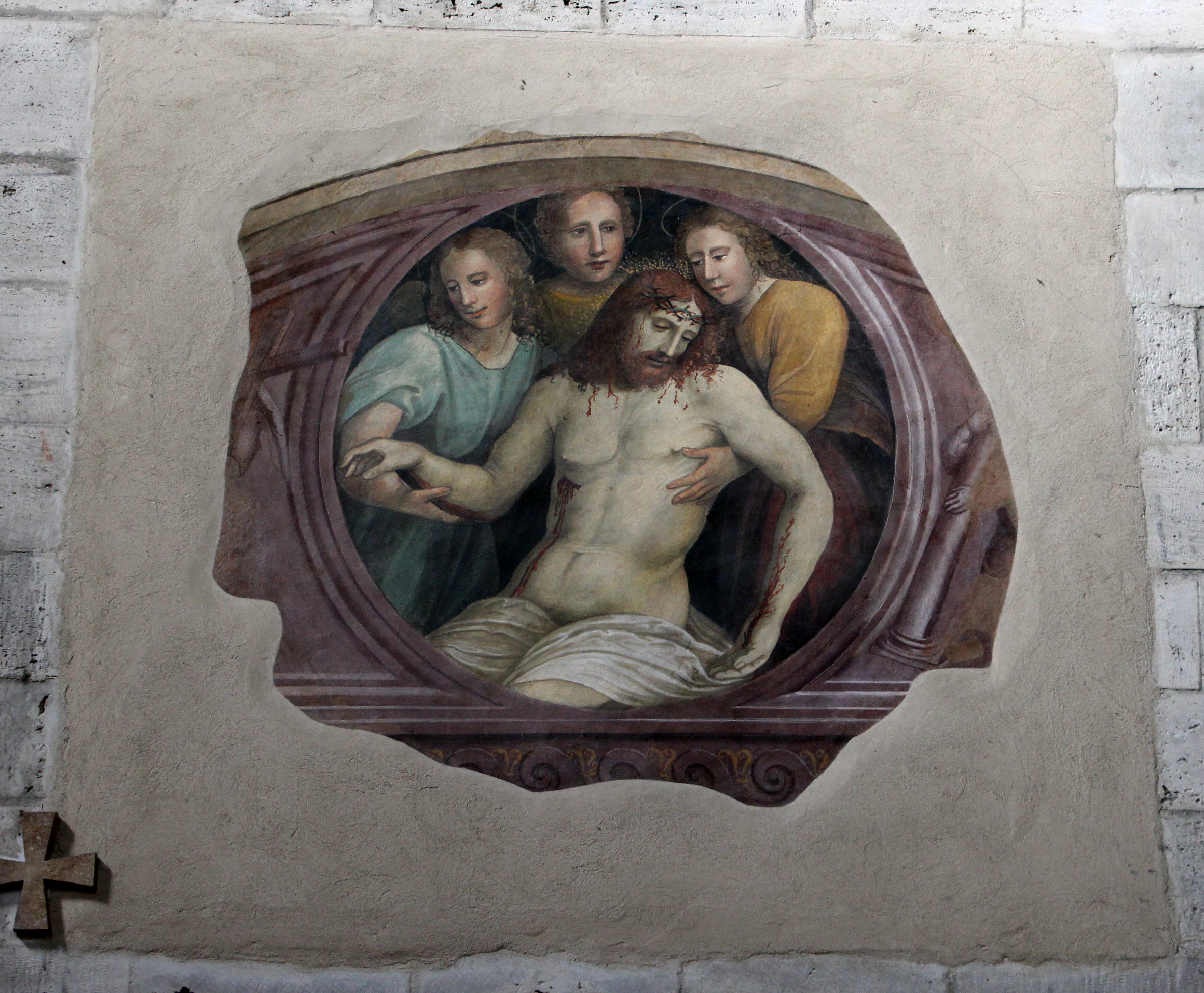
Sodoma, Deposizione di Cristo (XVI secolo)
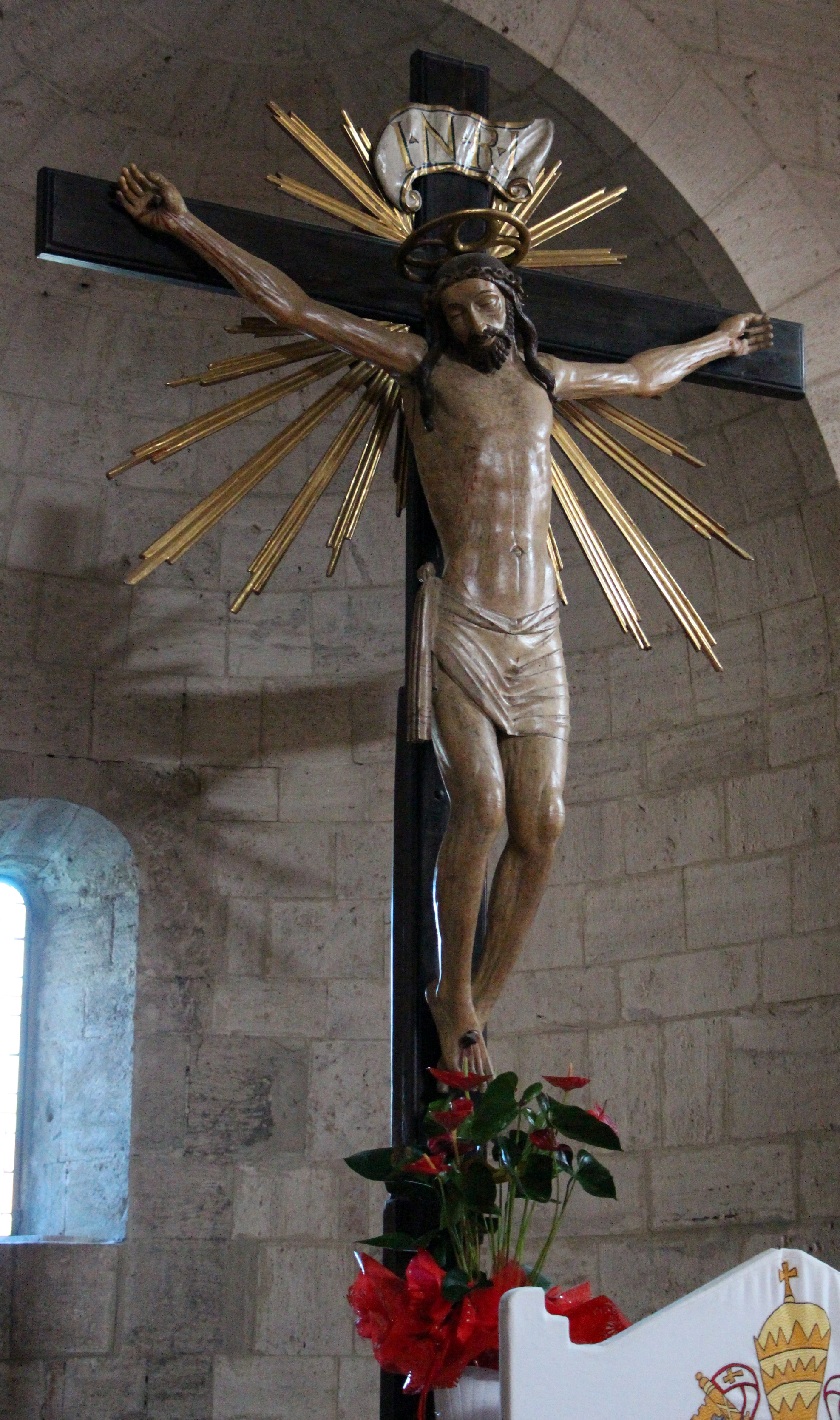
Crocifisso (XV secolo)